# Vespa mandarinia
Vespa mandarinia este cea mai mare viespe din lume, lungimea subspeciei individuale ale acestei insecte depășește 5 centimetri (în medie 50,8 milimetri), anvergura aripilor poate depăși 7,5 centimetri. Are un ac lung de aproape 6 milimetri cu care poate produce o înțepătură foarte dureroasă. Principala caracteristică distinctivă este un cap foarte mare: distanța de la marginea posterioară a ochilor la marginea posterioară a capului (tâmplele) este de câteva ori mai mare decât lățimea ochiului. Este originară din Asia de Est temperată și tropicală, Asia de Sud, Indochina și părți din Orientul Îndepărtat Rus. De asemenea, a fost găsită în Pacificul de Nord-Vest al Americii de Nord la sfârșitul anului 2019, cu câteva alte observații suplimentare în 2020.

## Răspândire
În decembrie 2019, Vespa mandarinia a fost descoperită în Statele Unite ale Americii, în statul Washington. Apicultorii americani se tem că specia poate deveni o problemă serioasă pentru apicultură: în câteva ore, un individ poate ucide un întreg roi de albine.
În mai 2020, prezența Vespa mandarinia a fost din nou semnalată pe teritoriul Statelor Unite, în statul Washington.

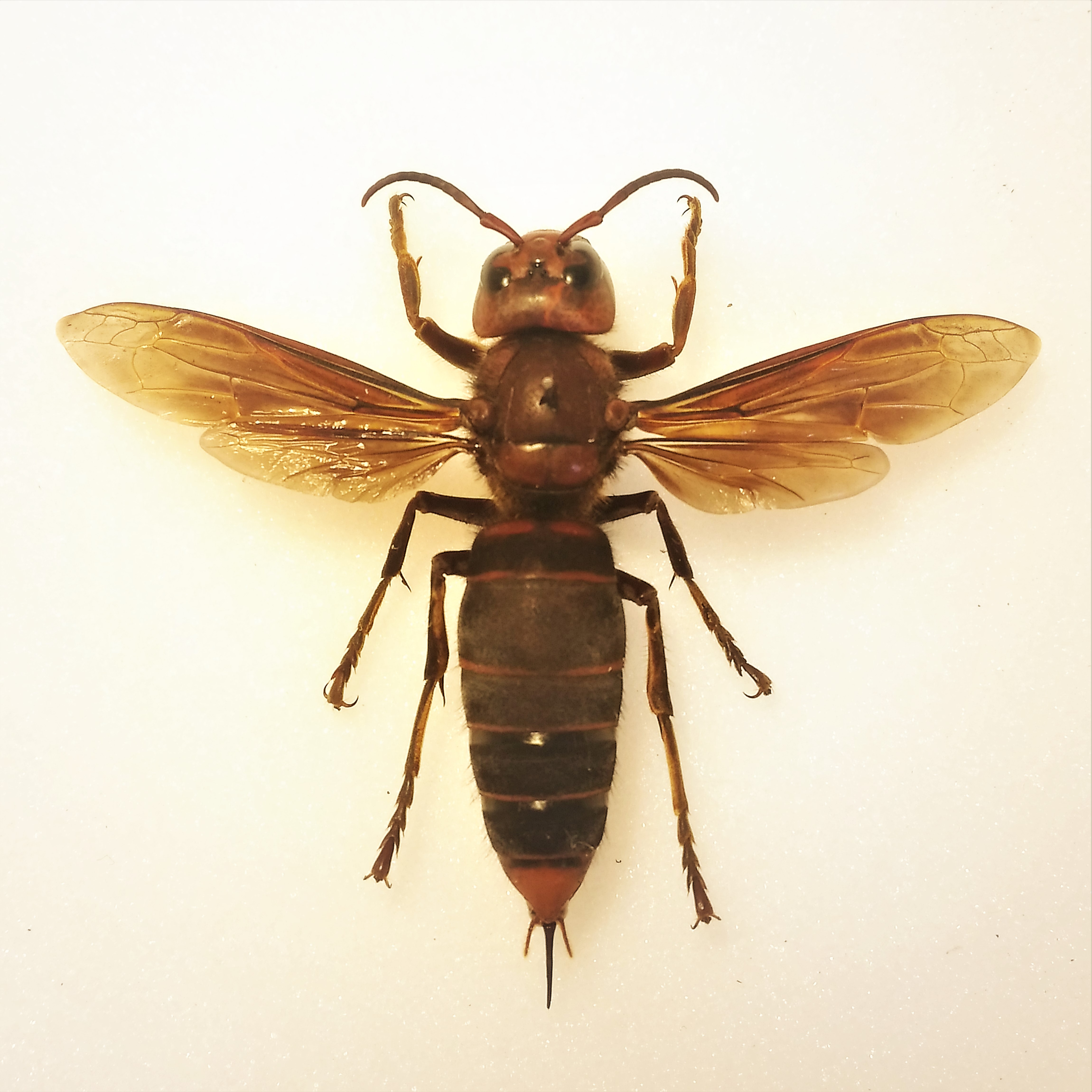
Femeie, Vespa mandarinia magnifica
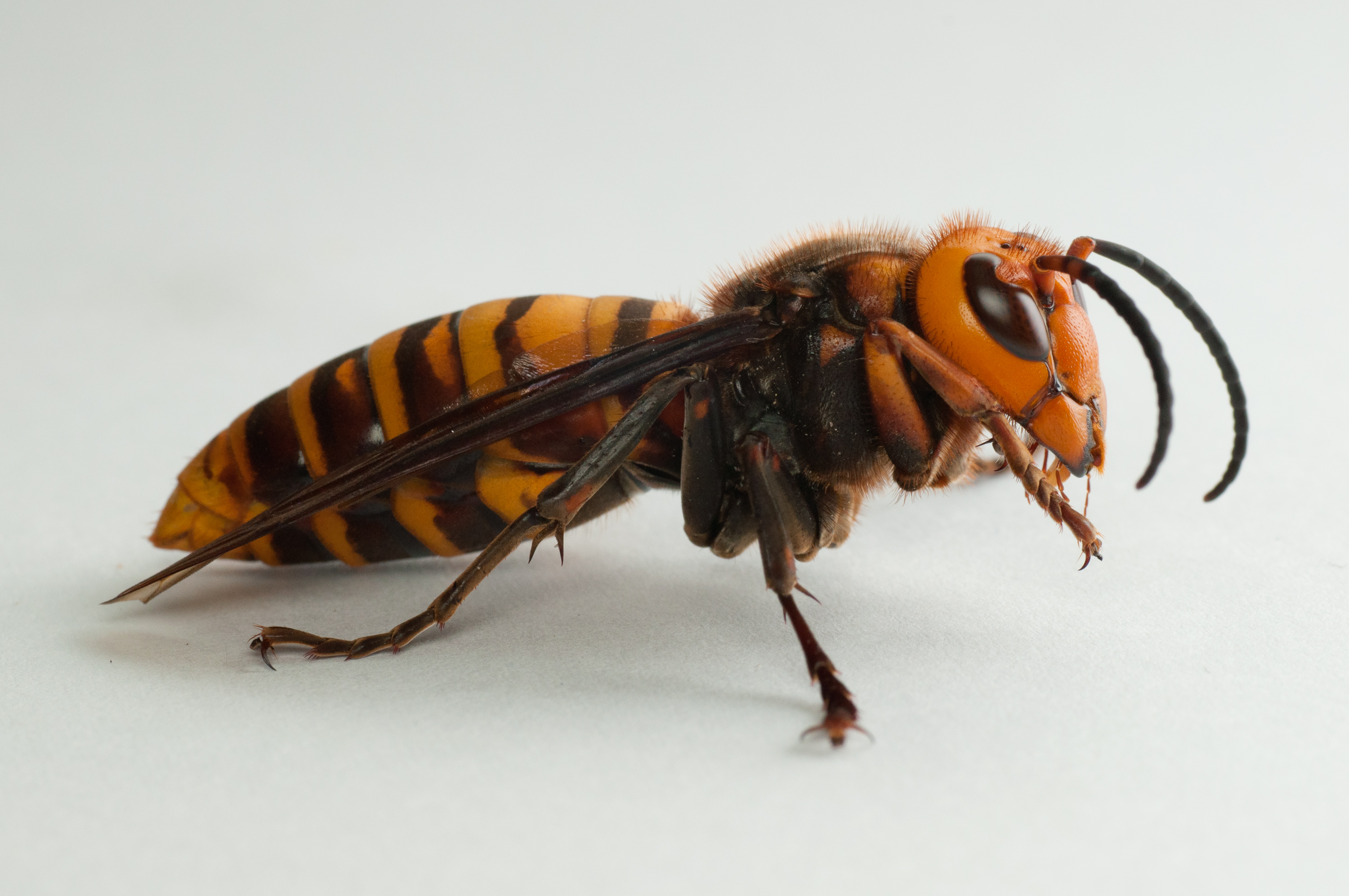
Masculin, Vespa mandarinia japonica
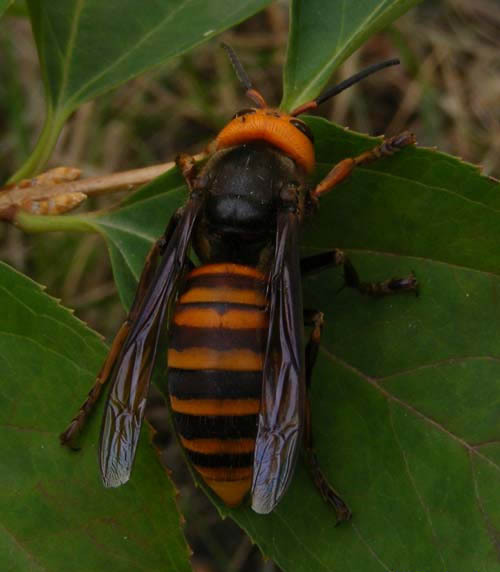
Vespa mandarinia, Ținutul Habarovsk

## Consecințele unei înțepături
Vespa mandarinia are un ac de aproape 6 milimetri lungime și produce un venin foarte toxic, așa că înțepătura acestei viespi este foarte periculoasă - mult mai periculoasă decât a altor specii. Entomologul japonez Masato Ono, care a fost înțepat de această insectă, a descris-o astfel: „de parcă mi s-ar fi înfipt un cui fierbinte în picior”.
Înțepătura acestei insecte este mortală pentru cei care sunt alergici la veninul de albine și viespi - veninul acestei viespi are o compoziție chimică complexă și conține aceleași substanțe care se găsesc în veninul de aspen. Când este înțepată de un număr mare de viespi, o persoană care nu suferă de alergii poate muri, deoarece acest venin conține o substanță extrem de toxică (una dintre neurotoxine este mandorotoxina). În Japonia, până la patruzeci de oameni mor anual din cauza înțepăturilor de viespe uriașă.